# Antonio Rizzo (capitán)
Antonio Rizzo (¿? - 8 de diciembre de 1452, Didimóteicho, Grecia) fue un mercader y navegante italiano de la República de Venecia.

## Biografía
Antonio Rizzo pasó a la historia a causa de su trágica muerte. Al frente de un barco veneciano, había partido del Mar Negro para regresar a Venecia, pero cuando llegó cerca de Constantinopla no se detuvo en el puesto de control del Imperio otomano, y luego la nave fue atacada por la terrible bombarda de Urbano de Transilvania. Antonio junto con algunos sobrevivientes lograron llegar a la costa, pero allí estaban esperando los jenízaros otomanos, quienes mataron a todos en el lugar, con la excepción de Rizzo que fue empalado después. Esto sacudió mucho todo el mundo cristiano, y aún más el agonizante Imperio bizantino. Como resultado de su asesinato la República de Venecia decidió intervenir en favor del Imperio bizantino, mientras mantenía relaciones diplomáticas con los turcos.